# Bethel Acres
Bethel Acres é uma cidade  localizada no estado norte-americano de Oklahoma, no Condado de Pottawatomie.

## Demografia
Segundo o censo norte-americano de 2000, a sua população era de 2735 habitantes. 
Em 2006, foi estimada uma população de 2830, um aumento de 95 (3.5%).

## Geografia
De acordo com o United States Census Bureau tem uma área de 
73,1 km², dos quais 73,1 km² cobertos por terra e 0,0 km² cobertos por água.

## Localidades na vizinhança
O diagrama seguinte representa as localidades num raio de 16 km ao redor de Bethel Acres. 